# Východní válčiště Čínské lidové osvobozenecké armády
Východní válčiště Čínské lidové osvobozenecké armády (čínsky v českém přepisu čung-kuo žen-min ťie-fang-ťün tung-pu čan-čchü, pchin-jinem zhōngguó rénmín jiěfàngjūn dōngbù zhànqū, znaky zjednodušené 中国人民解放军东部战区) je jedno z pěti válčišť Čínské lidové osvobozenecké armády. Bylo zformováno 1. února 2016, a jeho předchůdcem byl Vojenský okruh Nanking.
Velitelství Východního válčiště jsou podřízeny vojenské síly v šesti administrativních celcích provinční úrovně ve východní Číně (provincie An-chuej, Fu-ťien, Ťiang-su, Ťiang-si, Če-ťiang a město Šanghaj); jeho jurisdikce je totožná s dřívějším VO Nanking. Strategickým směrem Východního válčiště je Tichý oceán, zodpovídá tedy za operace ve Východočínském moři, včetně těch v oblasti Tchaj-wanu či souostroví Senkaku.
V současnosti je velitelem východního válčiště generálplukovník Lin Siang-jang, politickým komisařem je generálplukovník Che Pching.

## Organizační struktura

### Funkční oddělení
- štábní oddělení
- oddělení politické práce
- komise pro kontrolu disciplíny

### Složky
- pozemní síly Východního válčiště
  - 71. armádní sbor
  - 72. armádní sbor
  - 73. armádní sbor
- námořnictvo Východního válčiště
- letectvo Východního válčiště

## Velení
| Velitelé 1. genplk. Liou Jüe-ťün (刘粤军) (leden 2016 – prosinec 2019) 2. genplk. Che Wej-tung (何卫东) (prosinec 2019 – leden 2022) 3. genplk. Lin Siang-jang (林向阳) (leden 2022 – ve funkci) | Političtí komisaři 1. genplk. Čeng Wej-pching (郑卫平) (leden 2016 – srpen 2017) 2. genplk. Che Pching (何平) (srpen 2017 – ve funkci) |